# 저금통 (이센스의 음반)
《저금통》(JEOGEUMTONG)은 대한민국 힙합 음악가 이센스의 정규 3집 앨범이다.
2023년 7월 13일에 발매되었다.
이 음반은 이센스가 무소속인 상태에서 발매된 정규 음반이다.
이 음반의 수록곡 〈What The Hell〉로 이센스는 2024년 제21회 한국대중음악상 '최우수 랩&힙합 노래'와 2024 한국힙합어워즈 '올해의 힙합 트랙'을 수상했다.

## 수상 내역
- 2024년 21회 한국대중음악상 '최우수 랩&힙합 노래' 상
- 2024 한국힙합어워즈 '올해의 힙합 트랙' 상

## 수록곡
| #            | 제목                                  | 재생 시간 |
| ------------ | ------------------------------------- | --------- |
| 1.           | 〈No Boss (Feat. Dok2)〉              |           |
| 2.           | 〈저금통〉                            |           |
| 3.           | 〈A Yo (Feat. Beenzino)〉             |           |
| 4.           | 〈What The Hell〉                     |           |
| 5.           | 〈Piggy Bank〉                        |           |
| 6.           | 〈Gas (Feat. Jibin From Y2K92)〉      |           |
| 7.           | 〈줘〉                                |           |
| 8.           | 〈How To Love〉                       |           |
| 9.           | 〈열심히 해 (Feat. Hukky Shibaseki)〉 |           |
| 10.          | 〈Vanilla Sky〉                       |           |
| 11.          | 〈기분 (Feat. DeVita)〉               |           |
| 12.          | 〈I'm Back (Feat. Uneducated Kid)〉   |           |
| 13.          | 〈Real Ones (Feat. Sukhoon)〉         |           |
| 14.          | 〈하하하 Freestyle (CD only)〉        |           |
| 총 재생 시간 | 총 재생 시간                          | 39:47     |

## 특이 사항
- 14번 트랙 《하하하 Freestyle》은 'CD only'로 지정됨에 따라서, 이 음반의 CD에서만 재생이 가능한 곡이며, 음원 사이트에서는 재생이 불가능하다.